# 東京上空いらっしゃいませ
『東京上空いらっしゃいませ』（とうきょうじょうくういらっしゃいませ）は、1990年（平成2年）に公開された相米慎二監督の日本の長篇劇映画である。女優・牧瀬里穂、脚本家・榎祐平（のちの映画プロデューサー・榎望）、それぞれのデビュー作である。

## 解説
一度は死んで天国に行ったものの、地上に舞い戻り最後まで一生懸命に生きようとする女性・ユウの姿を描くゴースト・ファンタジー。1990年（平成2年）、相米慎二が所属したディレクターズ・カンパニー、奥山和由プロデュース作品に多く出資した松竹第一興行を中心として製作され、松竹が配給して同年6月9日に全国松竹系で公開された。
第14回日本アカデミー賞では、牧瀬里穂が優秀主演女優賞、新人俳優賞を受賞した。第33回ブルーリボン賞、第15回報知映画賞、第64回キネマ旬報ベスト・テン、第3回日刊スポーツ映画大賞、第45回毎日映画コンクール、第12回ヨコハマ映画祭では、牧瀬里穂がおなじく最優秀新人賞を受賞した。1991年（平成3年）、第4回シンガポール国際映画祭に出品され、相米慎二がノミネートされたが受賞は逃した。
ブレイクするきっかけとなった「クリスマス・エクスプレス」のCMへ出演する前に撮影され本作で芸能界デビューとなった牧瀬里穂は、厳しい演技指導で知られる相米監督のもと撮影を耐え抜き、その後、牧瀬はトップアイドルとなった。出門英は、本作の公開の8日後、同年6月17日に満47歳で死去し、本作が遺作となった。
1991年（平成3年）にバンダイからVHS、2001年（平成13年）にパイオニアLDC（現在のジェネオン・ユニバーサル・エンターテイメントジャパン）からDVDがそれぞれリリースされているが、いずれも廃盤である。
1995年1月2日の深夜にTBSで1度だけのカット版放送がされた。2013年にはWOWOWで、2016年6月27日にはNHK BSプレミアムで全編が放送された。
2021年8月27日にBlu-ray化された。

## あらすじ
17歳の高校生で、キャンペーンガールとして売り出し中の神谷ユウ（牧瀬里穂）は、スポンサーの専務の白雪（笑福亭鶴瓶）から無理やり関係を求められるが、とっさに車の中から飛び出し、後続車にはねられ死んでしまう。だがユウは天国で会った死神のコオロギ（笑福亭鶴瓶2役）をだまして、自分の姿のまま地上に舞い戻ることに成功する。白雪は事故を隠蔽しながらキャンペーンを続けていたが、逆にそのために、ユウはまだ生きていると思われて地上での生活ができるのだった。マネージャーの雨宮文夫（中井貴一）のマンションに転がり込んだユウは、自分が死んだことを知っている人たちとは会えないが、それでもめげずに一から生きていこうと頑張り、ハンバーガー・ショップでアルバイトを始める。そんな矢先、白雪は突然計画を変更し、ユウの死を公表し追悼番組を計画する。一方、そんなひたむきなユウの姿を見ていじらしくなった雨宮は、ユウが地上で生きていけるよう、白雪に雑誌記者から預かった事故写真と引き換えにキャンペーンの続行をさせることを持ちかけて、白雪にユウを会わせようとする。しかし、ユウは自分の死を知っている人と会えば下界に留まることはできないとコオロギに言われていた。次第にユウと雨宮はお互い惹かれあうようになるが、その夜、天国に行く決心をしたユウは、白雪に会い、雨宮と車の中でキスを交わし、コオロギとともに東京上空に舞い戻るのであった。

## キャスト
- 雨宮文夫：中井貴一
- 神谷ユウ：牧瀬里穂
- コオロギ／白雪恭一：笑福亭鶴瓶
- 田中郁子：毬谷友子
- 早瀬俊夫：出門英（遺作）
- 和田毅：竹田高利
- 橋本勝：藤村俊二
- 中野豊：工藤正貴
- 川村：谷啓
- 雨宮武夫：三浦友和
- 河内桃子、木之元亮、遠藤美佐子、斉藤暁、岸野一彦、モロ師岡　ほか
- ジャズメン：佐山雅弘、上野哲郎、礒見博、楠本卓司

## スタッフ・作品データ
エンドロール最後では、「空いた名前ふたつ　小島良雄と中野俊夫に捧げる」と、亡きスタッフへ献辞を捧げている。
- 企画 : 宮坂進
- プロデューサー : 海野義幸、安田匡裕
- 監督：相米慎二
- 脚本：榎祐平
- 撮影 : 稲垣涌三
- 照明 : 熊谷秀夫
- 美術 : 小川富美夫
- 録音 : 野中英敏
- 編集 : 北沢良雄
- スチール : 安保隆
- 助監督：細野辰興 、田村浩太郎、久保寺和人、村上秀晃
- 音響効果：斉藤昌利（東洋音響カモメ）
- 音楽プロデューサー : 安室克也
- 音楽：村田陽一、小笠原みゆき、松本治、高橋信之
- 主題歌：井上陽水『帰れない二人』
  - 歌唱 : 井上陽水、木村充揮、加藤登紀子、小笠原みゆき（牧瀬里穂の吹替え）
- 音楽協力：佐々木麻美子（松竹音楽出版）
- タイトル画：藤田繁志
- 技斗：渥美博、小林昭彦
- 振り付け：吉次美紀子
- 視覚効果：中野稔
- エフェクト・アニメーション：川端孝
- 特殊撮影：リバティハウス
- 合成・タイトル：デン・フィルムエフェクト、兵頭フィルム
- 現像：東京現像所
- 美術協力・MA：にっかつ撮影所
- 特別協力：エンジンフィルム
- 製作：ディレクターズ・カンパニー、松竹第一興行、バンダイ
- 上映時間 （巻数 / メートル） : 109分
- フォーマット : カラー映画 - ビスタ・サイズ（1.85:1） - ステレオ録音
- 公開日 :  日本 1990年6月9日
- 配給 :  松竹

## 註
1. 1 2  東京上空いらっしゃいませ、キネマ旬報映画データベース、2010年2月6日閲覧。
2. 1 2 3  Tokyo Heaven, Internet Movie Database, 2010年2月6日閲覧。
3. ↑  『CM NOW』1991年32号より
4. ↑  東京上空いらっしゃいませ、allcinema ONLINE, 2010年2月6日閲覧。
5. ↑  相米慎二監督「東京上空いらっしゃいませ」BD化！　牧瀬里穂、中井貴一、笑福亭鶴瓶がコメント発表 映画.com、2021年5月25日（2021年7月1日閲覧）
6. ↑  東洋音響効果グループ所属の音響効果技師
7. ↑  録音技師。